# Ministerium für Soziales, Gesundheit und Integration Baden-Württemberg

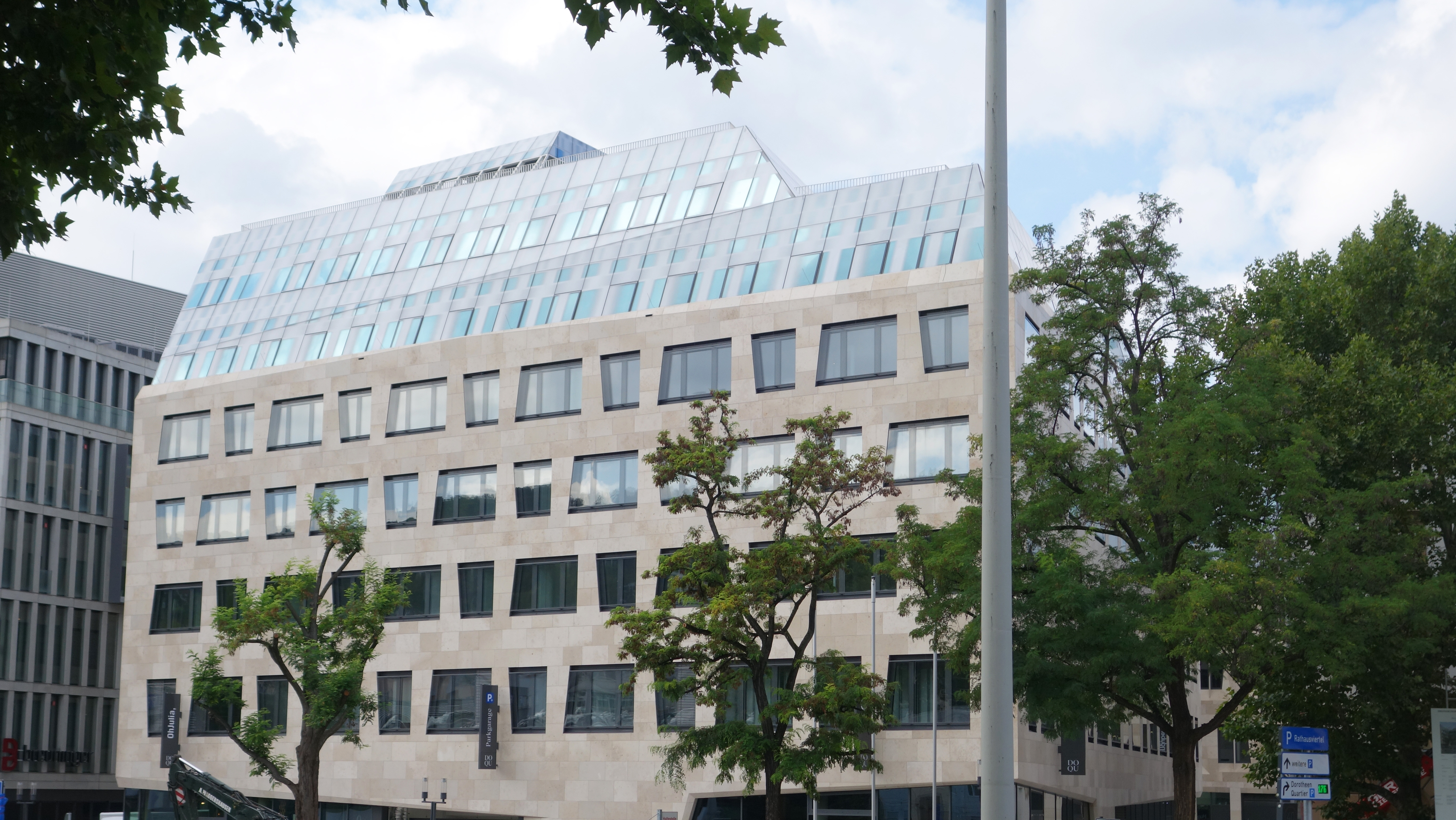
Sitz des Ministeriums für Soziales, Gesundheit und Integration in der Else-Josenhans-Straße 6 in Stuttgart

Das Ministerium für Soziales, Gesundheit und Integration Baden-Württemberg ist eine Oberste Landesbehörde. Es ist eines von zwölf Ministerien in der Verwaltung des Landes Baden-Württemberg. Die Behörde hat ihren Sitz in der Landeshauptstadt Stuttgart. Amtsleiter des Sozialministeriums ist der Sozialminister, dem ein Staatssekretär zur Seite steht.

## Leitung
Minister ist seit 2016 Manfred Lucha (Grüne), Staatssekretärin ist seit 2021 Ute Leidig (Grüne). Leitende Beamtin und Amtschefin ist seit Februar 2022 Leonie Dirks.
Die Sozialminister seit 1945 finden sich in der Liste der Sozialminister von Baden-Württemberg.

## Geschichte
Von 1952 bis 1968 hieß die Behörde Ministerium für Arbeit, anschließend Ministerium für Arbeit und Soziales, ab 1976 Ministerium für Arbeit, Gesundheit und Sozialordnung, ab 1984 Ministerium für Arbeit, Gesundheit, Frauen und Sozialordnung, ab 1992 Ministerium für Arbeit, Gesundheit und Sozialordnung, ab 2001 Sozialministerium, ab April 2005 wieder Ministerium für Arbeit und Soziales, ab Februar 2010 Ministerium für Arbeit und Sozialordnung, Familie und Senioren, ab Mai 2011 Ministerium für Arbeit und Sozialordnung, Familie, Frauen und Senioren, ab Mai 2016 Ministerium für Soziales und Integration und seit Mai 2021 Ministerium für Soziales, Gesundheit und Integration. Mit Amtsantritt der grün-schwarzen Landesregierung im Mai 2016 erhielt das Ministerium zusätzlich den Fachbereich Integration aus dem von 2011 bis 2016 eigenständigen Integrationsministerium. Dagegen wurde der Fachbereich Arbeit dem Wirtschaftsministerium zugeordnet.

## Geschäftsbereich
Zum Geschäftsbereich gehören:
1. Ausländische Arbeitnehmer;
2. Sozialer Arbeitsschutz einschließlich der betrieblichen Arbeitsschutzorganisation, Arbeitsmedizin und betriebsärztlicher Dienst, gesundheitliche Fragen des Arbeitsschutzes, Röntgenverordnung, Medizinprodukte;
3. Sozialstruktur und Sozialplanung, gesellschaftlicher Wandel;
4. Soziales Entschädigungsrecht, Schwerbehindertenrecht;
5. Sozialversicherung, Alterssicherung der Selbständigen, Aufsicht über Einrichtungen und Träger der Sozialversicherung, berufliche Bildung in der Sozialversicherung, Sozialmedizin, Rehabilitation Behinderter;
6. Gesundheitswesen und Krankenhausfinanzierung einschließlich des Pflegesatzwesens;
7. Wohlfahrtspflege, Sozialhilfe, Kinder- und Jugendhilfe, Jugendfürsorge und Jugendschutz, Politik für die ältere Generation, Soziale Berufe, Unterhaltssicherung, Sammlungswesen;
8. Frauen- und Familienpolitik.

## Nachgeordnete Dienststellen
Dem Ministerium sind unter anderem folgende Dienststellen, Behörden und Einrichtungen unterstellt beziehungsweise zugeordnet beziehungsweise werden von diesem direkt oder indirekt beaufsichtigt:
- Landesarbeitsgericht Baden-Württemberg mit Sitz in Stuttgart
- Regierungspräsidium Stuttgart – Landesgesundheitsamt Baden-Württemberg mit Sitz in Stuttgart
- Deutsche Rentenversicherung Baden-Württemberg mit Sitz in Karlsruhe und Stuttgart
- Regierungspräsidium Stuttgart – Landesversorgungsamt Baden-Württemberg mit Sitz in Stuttgart
- Neun Zentren für Psychiatrie (ZfP) in Bad Schussenried, Calw, Emmendingen, Ravensburg, Reichenau, Weinsberg, Wiesloch, Winnenden und Zwiefalten. Die ZfP sind Fachkrankenhäuser für Psychiatrie, Psychotherapie und Neurologie sowie Maßregelvollzugseinrichtungen. Sie bieten neben der medizinischen Versorgung Dienstleistungen an und sind in Netzwerken vertreten. Ihnen sind auch Pflegeheime angegliedert.